# Goniophoridae
De Goniophoridae zijn een familie van uitgestorven zee-egels (Echinoidea) uit de orde Salenioida.

## Geslachten
- Goniophorus L. Agassiz, 1838 †